# Vlorai nemzetközi repülőtér
A Vlorai nemzetközi repülőtér (ICAO: LAVL) egy tervezett albán nemzetközi repülőtér Vlora városától tíz kilométerre északra, amelyet 2021-ben kezdtek el építeni a Vjosa-Narta Védett Területen. Ez lesz Albánia harmadik nemzetközi repülőtere a Teréz anya repülőtér és a Kukësi nemzetközi repülőtér után. A projekt a repülőtér építése mellett egy kikötő és egy agroturisztikai terület kialakítását is tartalmazza. Az új repülőtér az ország legnagyobb repülőtere lesz és a tervek szerint alkalmas lesz szélestörzsű repülőgépek fogadására is.
A Vjosa-Narta Védett Területen tervezett repülőtér építése ellentmond az ország törvényeinek és az Albánia által elfogadott nemzetközi egyezményeknek. A terület tagjelöltje a Smaragd hálózatnak, amely több mint 62, az Európai Unió madárvédelmi irányelvében felsorolt madárfajnak nyújt menedéket. A Berni Egyezmény felszólította az albán kormányt, hogy vizsgálja felül a repülőtér építésére vonatkozó terveket. Várhatóan jelentős hatással lesz a térség gazdasági növekedésére és a helyi turizmusra, azonban negatív hatása is lesz a Nartai-lagúna biológiai sokféleségére. A környezetvédők aggodalmukat fejezték ki repülőgépek és a madarak közelségére, mivel a Nartai-lagúna a vándormadarak egyik legfontosabb költő- és élőhelye az országban.

## Története
2018. január 17-én az Isztambuli repülőteret építő török konzorcium felajánlotta, hogy egy regionális projekt keretében megépíti Vlora repülőterét, amely egyben megnyitja az utat Albánia számára, hogy létrehozza a nemzeti légitársaságát (Air Albania) és csökkentse az országból induló és az országba érkező járatok jegyárait. A Cengiz-Kolin-Limak-Mapa-Kalyon török vegyesvállalat konzorciuma felajánlotta a repülőtér megépítését annak a támogatásnak a részeként, amelyet az albán kormány a török kormánytól és a Turkish Airlines-tól kapott. A török konzorcium azonban egy évvel később úgy döntött, hogy visszalép a tervtől.

A repülőtér látványterve

2019 szeptemberében az albán kormány egy új projektet mutatott be, amely egy kikötő és kiskereskedelmi létesítmény, valamint egy agroturisztikai terület létrehozásából áll. A projekt várhatóan 2021 nyarán kezdődik és 2023-ra fejeződik be.
A repülőtér építésére kiírt pályázatot az albán kormány 2020. március 31-én ideiglenesen felfüggesztette a COVID-19 járvány miatt.
A nemzetközi pályázatot a Behgjet Pacolli vállalata, a Mabco Constructions, a török YDA Csoport és a koszovói 2A Csoport Shpk alkotta konzorcium nyerte, és a szerződést 2021. április 20-án írták alá. A repülőtér építésének megkezdése előtt környezetvédelmi és régészeti vizsgálatokat végeztek. A repülőtér építése 36 hónapot vesz igénybe, és a projekt magában foglal egy 3,2 km hosszú kifutópálya, egy repülőgép-karbantartó hangár és egy teherszállítási szolgáltatás építését.
2021. november 28-án Edi Rama miniszterelnök letette a repülőtér alapkövét és kezdetét vette a repülőtér építése.

## Fordítás
Ez a szócikk részben vagy egészben  a   Vlorë International Airport című angol Wikipédia-szócikk ezen változatának fordításán alapul.  Az eredeti cikk szerkesztőit annak laptörténete sorolja fel. Ez a jelzés csupán a megfogalmazás eredetét és a szerzői jogokat jelzi, nem szolgál a cikkben szereplő információk forrásmegjelöléseként.